# Afifa Iskandar
Afifa Iskandar Estefan (arabe : عفيفة إسكندر إصطيفان) (née à Mossoul en 1921, morte à Baghdad en 2012) est une chanteuse irakienne du milieu du XXe siècle, une des plus célèbres de son temps, connue pour pratiquer un style traditionnel de chant, le Maqam-al-Iraqi, sorte de poésie chantée, qui valorise les paroles. Elle est surnommée le « Merle irakien ».

## Biographie
Afifa Iskandar est née à Mossoul d'un père arménien irakien et d'une mère grecque, tous deux artistes. Elle a vécu à Bagdad. Elle donne son premier concert à l'âge de 14 ans dans un cabaret de la ville d'Erbil en 1935, où elle chante le maqam. À l’âge de 12 ans, elle épouse un Arménien, Iskandar Estefan, dont elle porte le nom, également musicien. .
En 1938, elle se rend en Égypte, et y travaille notamment avec le danseuse Badia Masabni, la danseur et actrice Tahia Carioca et le chanteur et acteur Mohamed Abdel Wahab. Elle devient actrice et apparaît dans de nombreuses productions.
Elle joue revient aussi en Irak, joue dans des films irakiens et poursuit une carrière de chanteuse.
Des artistes femmes de cette époque ouvraient leur propre discothèque, music hall, boîte de nuit etc., devenus des lieux de la modernité, en Irak comme en Egypte, et pouvaient en devenir les "managers". Afifa Iskandar partage la propriété d'une boîte de nuit  avec deux autres chanteuses, Salima Mourad, et Narges Shawqi, et s'y produit régulièrement. Elle est liée aux chanteurs irakiens célèbres de son temps comme les frères Saleh et Daud Al-Kuweity dont elle interprète les chansons dans les années 1950. Elle interprète aussi des chansons de Salim Daoud et de Ridha Ali.
Elle a donné des concerts en Europe et aux Etats-Unis et a chanté pour des dirigeants politiques dans des pays arabes. Elle a refusé de se produire pour Saddam Hussein.
Elle quitte la scène en 1979 à la suite de l'arrivée au pouvoir de Saddam Hussein et des bouleversements politiques qui s'ensuivent.
Elle est décédée d'un cancer le 21 octobre 2012 à Bagdad.

## Hommage
Le 10 décembre 2019, Google a célébré son 98e anniversaire avec un Google Doodle,

## Singles
Iskandr a chanté près de 1 500 chansons parmi lesquelles figurent :
- "Ya aqqid alhajibayn"[12],[16]
- "Ikhlas meni"[16]
- "Ya sokari ya assali" [17]
- "Ared Allah yebain hobty behom"[17]
- "Qaleb qaleb'" [15]
- "Jani alhlo laboratoires sobhyat aledd"[17]
- "Nem wa sadek sadri"[17]
- "Msafren"[17]
- "Qsma" [17]
- "Helal eid" [17]